# Menophra altaicola
Menophra altaicola là một loài bướm đêm trong họ Geometridae.